# Bolūk-e Gholām
Bolūk-e Gholām (persiska: بلوك غلام) är en ort i Iran.   Den ligger i provinsen Golestan, i den norra delen av landet, 300 km öster om huvudstaden Teheran. Bolūk-e Gholām ligger 94 meter över havet och antalet invånare är 249.
Terrängen runt Bolūk-e Gholām är platt åt nordväst, men åt sydost är den kuperad. Terrängen runt Bolūk-e Gholām sluttar norrut.Runt Bolūk-e Gholām är det ganska tätbefolkat, med 129 invånare per kvadratkilometer. Närmaste större samhälle är ‘Alīābād-e Katūl, 6,6 km sydost om Bolūk-e Gholām. Trakten runt Bolūk-e Gholām består till största delen av jordbruksmark.